# SM U-101
SM U-101 – niemiecki okręt podwodny typu U-57 zbudowany w AG Weser w Bremie w latach 1915-1917. Wodowany 1 kwietnia 1917 roku, wszedł do służby w Cesarskiej Marynarce Wojennej 15 maja 1917 roku, a jego dowódcą został kapitan Karl Koopmann. U-101 w czasie ośmiu patroli zatopił 23 statki o pojemności 26 253 BRT oraz trzy uszkodził o łącznej pojemności 11 217 BRT. 10 lipca 1917 roku został przydzielony do II Flotylli, w której służył do 11 listopada 1918 roku.
W czasie pierwszego patrolu na Morzu Północnym, około 45 mil od Muckle Flugga, na północ od Unst, North Isles, 6 sierpnia 1917 roku, U-101 zatopił brytyjski parowiec „Rosemount”, o pojemności 3044 BRT. Statek płynął z ładunkiem drewna z Archangielska do Sharpness. W wyniku ataku zginął jeden marynarz.
26 listopada 1917 roku około 146 mil na zachód od Queenstown, U-101 storpedował i uszkodził brytyjski tankowiec „RFA Crenella”, o pojemności 7035 BRT. Statek pod eskortą USS Cushing (DD-55) dopłynął do portu.
Ostatnim zatopionym przez U-101 statkiem, 3 czerwca 1918 roku, był brytyjski trawler „St. John” o pojemności 208 BRT. Statek poławiał na północ od Tory Island, zginęło 4 członków załogi.
Po kapitulacji Niemiec kapitan Friedrich Ulrich 21 listopada 1918 roku poddał okręt Royal Navy. W 1920 roku został zezłomowany w Morecambe.